# Монти Пайтон и Священный Грааль
«Мо́нти Па́йтон и Свяще́нный Граа́ль» (англ. Monty Python and the Holy Grail) — фэнтезийная кинокомедия 1975 года британской комик-труппы Монти Пайтон, пародирующая британские легенды о короле Артуре. Режиссёрский дебют Терри Гиллиама, поставившего картину совместно с Терри Джонсом.

## Сюжет
Действие фильма происходит в средневековой Англии в 932 году, в эпоху рыцарей Круглого стола. Юмористически обыгрывается известная легенда о короле Артуре, его соратниках, их скитаниях в поиске Чаши святого Грааля. На пути королю попадаются такие препятствия, как коммуна крестьян-анархо-синдикалистов, Чёрный рыцарь, который даже после потери рук и ног отказывается признавать поражение, злобный хищный кролик и группа французов-насмешников, засевших в замке со Святым Граалем. В конце концов Артур попадает в тюрьму за убийство известного историка Фрэнка.

## Процесс создания
Часть съёмок происходила в Шотландии, в замках Дун и Сталкер, неподалёку от деревни.

## В ролях
| Актёр          | Роль                                              |
| -------------- | ------------------------------------------------- |
| Грэм Чепмен    | король Артур                                      |
| Джон Клиз      | сэр Ланселот Храбрый                              |
| Майкл Пейлин   | сэр Галахад Непорочный                            |
| Терри Джонс    | сэр Бедевер Мудрый                                |
| Эрик Айдл      | сэр Робин, не настолько храбрый, как сэр Ланселот |
| Терри Гиллиам  | оруженосец Патси                                  |
| Кэрол Кливленд | сёстры-близнецы                                   |
| Нил Иннес      | главный менестрель                                |

## Популярные персонажи и объекты
Ряд персонажей и объектов получили большую популярность, став самостоятельными культурными явлениями, получившими отражение в других художественных произведениях.

### Чёрный рыцарь
Чёрный рыцарь — эпизодический персонаж, появляющийся в фильме на три с половиной минуты, но поединок Чёрного рыцаря и короля Артура является одним из самых известных и запоминающихся сцен фильма. Король Артур в бою на мечах отрубает Чёрному рыцарю руку и, думая, что бой окончен, говорит хвалебные слова в адрес своего противника. Однако, Чёрный рыцарь утверждает, то отрубленная рука — всего лишь царапина, и требует продолжения поединка. Затем лишается второй руки, потом — ноги, но Чёрный рыцарь каждый раз говорит Артуру, что бой должен продолжаться. И только когда король отрубает ему все конечности, Чёрный рыцарь говорит, что согласен на ничью.
Этот персонаж является отсылкой на присутствующего в средневековых легендах Чёрного рыцаря — странствующего рыцаря в чёрных доспехах, по каким-либо причинам скрывающего свою личность. Поединок с Артуром в возведённой до абсурда форме обыгрывает легенды, в которой рыцари стойко продолжали бой, невзирая на серьёзные раны.

### Рыцари, говорящие «ни»
Группа рыцарей под предводительством вожака 3,5-метрового роста с непропорционально короткими руками и в шлеме с ветвями деревьев (в исполнении Майка Палина, стоящего на лестнице); остальная группа представляет собой нормальных людей, повторяющих фразы, произносимые их королём. «Ни» (англ. neep — звукоподражание писка, которым «запикивают» нецензурную лексику в эфире) — самое значимое из священных слов. Другие священные слова — «пенг» и «ни-вом»; позже они стали рыцарями других словосочетаний и слогов. При этом рыцари очень боялись слова «это» («it»), которое причиняло им нестерпимую боль.

### Святая ручная граната Антиохийская
Святая ручная граната Антиохийская (англ. Holy Hand Grenade of Antioch) — оружие огромной разрушительной силы, которой король Артур пользуется для убийства кролика-головореза. По внешнему виду напоминает державу. Является пародией на встречающиеся в средневековых рыцарских легендах различные обладающие волшебными свойствами предметы, которые праведники, святые или сам Господь вручали положительному герою для победы над злом, сопровождая это пространными пафосными речами.
Впоследствии эта граната с разными вариантами названия появилась как пасхалка во множестве компьютерных игр, в Duke Nukem, Fallout 2, Fallout: New Vegas, Worms, Team Fortress 2, Terraria, Divinity: Original Sin, Noita, а также в дополнении A Week in Paradise к компьютерной игре Postal 2; оружие огромной разрушительной силы в «Первому игроку приготовиться», также в кодексе Warhammer 40,000, в армии Чёрных Храмовников наличествуют «Святые сферы Антиоха».